# 萊克敖德薩 (密歇根州)
萊克敖德薩（英語：Lake Odessa）是位於美國密歇根州愛奧尼亞縣敖德薩鎮區的一個村。

## 人口
根據2020年美國人口普查的數據，萊克敖德薩的面積為2.31平方千米，當中陸地面積為2.31平方千米，而水域面積為0.00平方千米。當地共有人口1994人，而人口密度為每平方千米863人。